# Yaquelín Plutín
Yaquelín Plutín Tizón (Majagua, 9 luglio 1979) è un'ex cestista cubana.

## Carriera
Con Cuba ha disputato i Giochi olimpici di Sydney 2000, due edizioni dei Campionati mondiali (2002, 2006) e quattro dei Campionati americani (2001, 2003, 2005, 2007).